# Armando Filiput
Armando Filiput (ur. 19 grudnia 1923 w Ronchi dei Legionari, zm. 30 marca 1982 tamże) – włoski lekkoatleta płotkarz, mistrz i wicemistrz Europy.
Specjalizował się w biegu na 400 metrów przez płotki. Na mistrzostwach Europy w 1950 w Brukseli zdobył w tej konkurencji złoty medal. Został również wraz z kolegami (Baldassare Porto, Luigim Paterlinim i Antonio Siddim) wicemistrzem Europy w sztafecie 4 × 400 metrów. Zwyciężył w biegu na 400 metrów przez płotki na igrzyskach śródziemnomorskich w 1951 w Aleksandrii.
Na igrzyskach olimpijskich w 1952 w Helsinkach zajął 6. miejsce w finale biegu na 400 metrów przez płotki, a w sztafecie 4 × 400 metrów odpadł w przedbiegach. Na mistrzostwach Europy w 1954 w Bernie odpadł w półfinale na 400 m przez płotki. Zdobył brązowy medal w tej konkurencji na igrzyskach śródziemnomorskich w 1955 w Barcelonie. 
Był mistrzem Włoch na 400 metrów przez płotki w latach 1942, 1946 i 1949-1954 oraz w sztafecie 4 × 400 metrów w 1949, 1951 i 1952.
W 1950 czterokrotnie ustanawiał rekord Włoch w biegu na 400 metrów przez płotki (do czasu 51,6 s) oraz raz w sztafecie 4 × 400 metrów (czas 3:11,0).

## Rekordy życiowe
- bieg na 400 metrów – 48,2 (1950)
- bieg na 400 metrów przez płotki – 51,6 (8 października 1950, Mediolan)